# Capitole de l'État de l'Oklahoma
Le Capitole de l'État de l'Oklahoma est situé dans la ville d'Oklahoma City aux États-Unis et abrite la législature d'État de l'Oklahoma. 
Son dôme a une hauteur de 47 m et est surmonté d'une statue en bronze de 5 m de haut représentant un amérindien.